# Michael An Gof

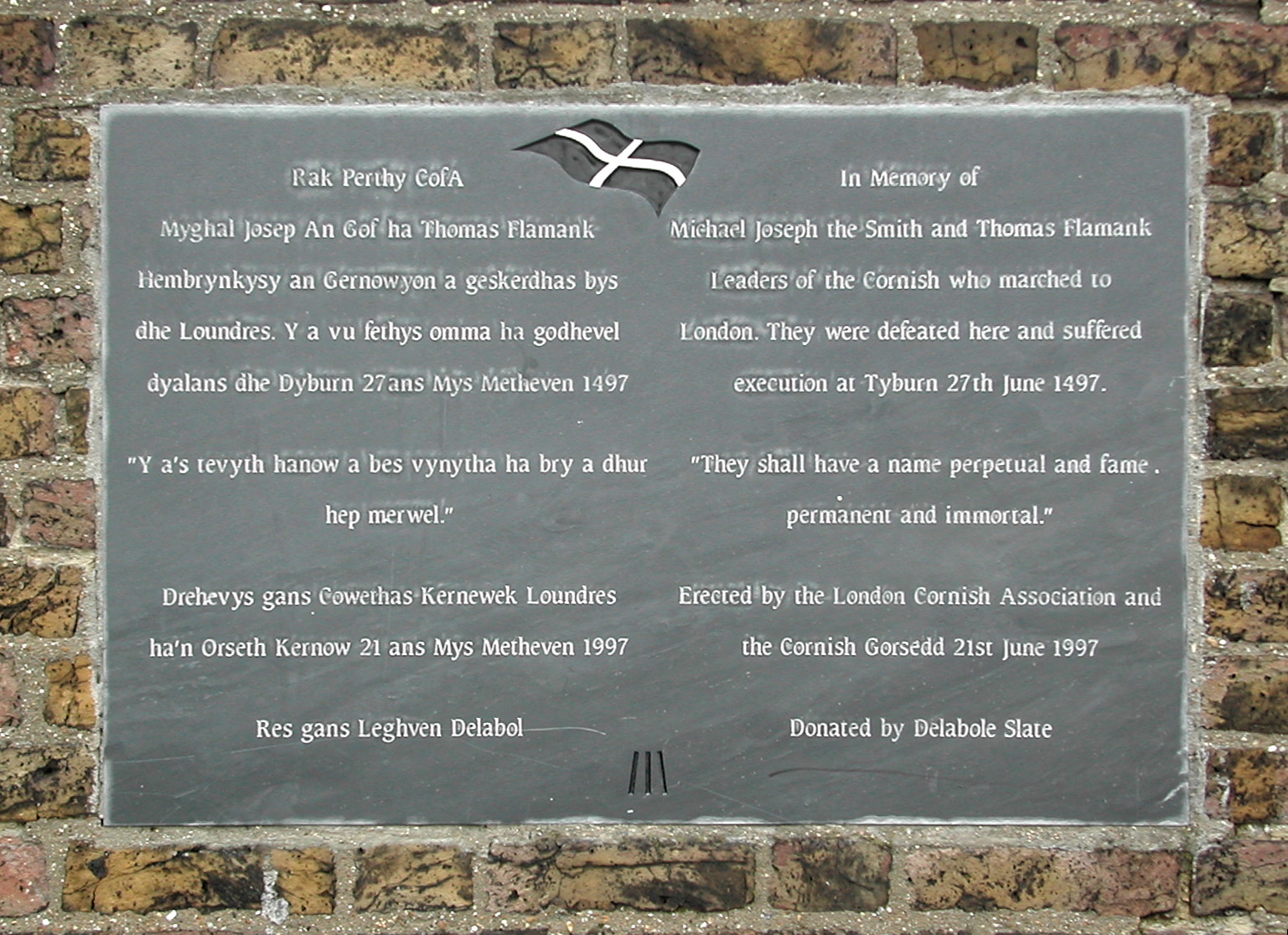
Gedenkplakette in kornischer wie englischer Sprache für Michael Joseph An Gof und Thomas Flamank an der Nordseite des Blackheath-Angers, südöstlich von London, nahe dem Südeingang zum Greenwich Park.

Michael An Gof (kornisch: Mighal Josep an Gov; auch: Michael Joseph; An Gof bzw. An Gov bedeutet „der Schmied“) (* unbekannt; † 24. Juni 1497 in Tyburn) führte zusammen mit Thomas Flamank den Kornischen Aufstand von 1497 an.
Die Aufständischen marschierten nach London, um gegen die Steuer zu protestieren, die Heinrich VII. erhob, um die Strafexpedition gegen Schottland zu finanzieren, die er wegen der schottischen Unterstützung von Perkin Warbeck unternehmen wollte.
Die Anführer des Aufstandes wurden nach damaligem englischem Recht als Hochverräter gehängt, ausgeweidet und gevierteilt.
| Personendaten    | Personendaten             |
| ---------------- | ------------------------- |
| NAME             | Michael An Gof            |
| KURZBESCHREIBUNG | englischer Rebellenführer |
| GEBURTSDATUM     | 15. Jahrhundert           |
| STERBEDATUM      | 24. Juni 1497             |
| STERBEORT        | Tyburn                    |